# Promise Cinderella
Promise Cinderella (jap. プロミス・シンデレラ) ist eine Mangaserie von Oreko Tachibana, die von 2018 bis 2022 in Japan erschien. Sie wurde in Japan als Dorama für das Fernsehen umgesetzt sowie in mehrere Sprachen übersetzt, darunter ins Deutsche.

## Inhalt
Seit ihrer Kindheit hat Hayame Imai einen starken Gerechtigkeitssinn. Sie muss sich überall einmischen, wo sie eine Ungerechtigkeit sieht, und gerät dabei auch in Probleme anderer hinein. Und auch auf sich selbst will die Dreißigjährige nichts sitzen lassen – weswegen sie es nicht hinnehmen will, dass ihr Mann Masahiro mit einer Jüngeren fremdgeht. Doch der setzt sie kurzerhand vor die Tür. Ihr Erspartes wird ihr, Hayame, auch noch gestohlen und eine Arbeit hat sie nicht. So lebt sie auf der Straße, bis sie vom Oberschüler Issei aufgelesen wird. Den hatte sie früher schon einmal zurechtgewiesen, als er andere in der Ubahn gemobbt hatte. Der verwöhnte Jugendliche aus einem reichen Elternhaus bietet ihr Geld und eine Unterkunft an, verlangt aber dafür ihre Mitwirkung an kleinen gemeinen Spielchen auf Kosten ihrer oder seiner Mitmenschen. Hayame willigt ein, um aus ihrer Lage herauszukommen, will sich aber ihren Willen und Überzeugungen nicht nehmen lassen. So versucht sie stets, den Lauf der Spiele in ihrem Sinne zu verändern.

## Veröffentlichung
Der Manga erschien in Japan von Januar 2018 bis August 2022 auf der Online-Plattform MangaOne und im Online-Magazin Ura Sunday. Der Verlag Shogakukan brachte die Kapitel auch gesammelt in 16 Bänden heraus. Der erste dieser Bände verkaufte sich über 20.000 Mal in der ersten Woche und gelangte damit auf Platz 43 der Manga-Verkaufscharts. Band 2 erreichte mit über 16.000 Verkäufen Platz 49 und Band mit über 24.000 verkauften Exemplaren Platz 24.
Eine deutsche Fassung erschien von Juni 2021 bis März 2025 bei Tokyopop mit allen 16 Bänden in einer Übersetzung von Doreaux Zwetkow. Auf Englisch wird die Serie von Shogakukan Asia herausgegeben und auf Italienisch von Edizioni Star Comics. In Japan erschien von Juni bis Oktober 2018 bei pixiv Comic ein Ableger mit dem Titel Promise Cinderella #Strike One beziehungsweise #Batsu Ichi Arasā Joshi to Danshi Kōkōsei (＃バツイチアラサー女子と男子高校生). Zu diesem wurde von Shogakukan ein Sammelband veröffentlicht. 

## Fernsehserie
Für den Sender TBS entstand eine 10-teilige Fernsehserie als Dorama. Bei der Produktion führten Shōsuke Murakami, Junichi Tsuzuki und Shinichi Kitabō Regie, die Drehbücher schrieb Kazunao Furuya. Die Musik komponierte Yutaka Yamada und als Produzenten fungierten Fumi Hashimoto und Daichi Hisamatsu. Die Hauptrolle der Hayame Katsuragi übernahm Fumi Nikaido. Das Vorspannlied ist Hadashi no Step von LiSA. Die Serie wurde vom 13. Juli bis 14. September 2021 von TBS ausgestrahlt.